# Сансет-Пойнт
Сансет-Пойнт (англ. Sunset Point) — літнє село в Канаді, у провінції Альберта, у складі муніципального району Лак-Сент-Анн.

## Населення
За даними перепису 2016 року, літнє село нараховувало 169 осіб постійного населення, показавши скорочення на 23,5%, порівняно з 2011-м роком. Середня густина населення становила 147,1 осіб/км².
З офіційних мов обидвома одночасно володіли 10 жителів, тільки англійською — 160. Усього 15 осіб вважали рідною мовою не одну з офіційних, з них 5 — українську.
Працездатне населення становило 70 осіб (56% усього населення), усі були зайняті.

## Клімат
Середня річна температура становить 2,5°C, середня максимальна – 20,8°C, а середня мінімальна – -19,6°C. Середня річна кількість опадів – 496 мм.
| Клімат поселення                              | Клімат поселення | Клімат поселення | Клімат поселення | Клімат поселення | Клімат поселення | Клімат поселення | Клімат поселення | Клімат поселення | Клімат поселення | Клімат поселення | Клімат поселення | Клімат поселення | Клімат поселення |
| Показник                                      | Січ.             | Лют.             | Бер.             | Квіт.            | Трав.            | Черв.            | Лип.             | Серп.            | Вер.             | Жовт.            | Лист.            | Груд.            |                  |
| Середній максимум, °C                         | −7,02            | −3,68            | 1,36             | 9,54             | 15,66            | 19,81            | 20,76            | 20,31            | 15,22            | 9,96             | 0,65             | −4,98            |                  |
| Середня температура, °C                       | −13,3            | −9,96            | −4,9             | 3,26             | 9,38             | 13,52            | 15,81            | 15,36            | 10,27            | 5,02             | −4,29            | −9,94            |                  |
| Середній мінімум, °C                          | −19,58           | −16,25           | −11,2            | −3,04            | 3,10             | 7,24             | 10,87            | 10,42            | 5,32             | 0,07             | −9,23            | −14,88           |                  |
| Норма опадів, мм                              | 25               | 17               | 18               | 27               | 50               | 85               | 95               | 68               | 44               | 25               | 22               | 20               |                  |
| Середньомісячна швидкість вітру, м/с          | 3.20             | 3.40             | 3.40             | 3.60             | 3.50             | 3.20             | 2.91             | 2.80             | 3.00             | 3.34             | 3.20             | 3.20             |                  |
| Середньомісячна сонячна радіація, кДж/м²·день | 3410             | 6915             | 12198            | 17163            | 20554            | 22082            | 22154            | 18547            | 12522            | 7387             | 3666             | 2451             |                  |
| --------------------------------------------- | ---------------- | ---------------- | ---------------- | ---------------- | ---------------- | ---------------- | ---------------- | ---------------- | ---------------- | ---------------- | ---------------- | ---------------- | ---------------- |
| Джерело:                                      |                  |                  |                  |                  |                  |                  |                  |                  |                  |                  |                  |                  |                  |